# 阜埠河站
阜埠河站位于中华人民共和国湖南省长沙市岳麓区麓山南路与天马山路交叉口地下，是长沙地铁3号线与4号线的地铁换乘站，是4号线的5个特色车站之一，于2019年5月26日开通。阜埠河站目前是长沙地铁最大的一个车站，同时也是地铁4号线工作日高峰其间小交路的终点站。

## 车站

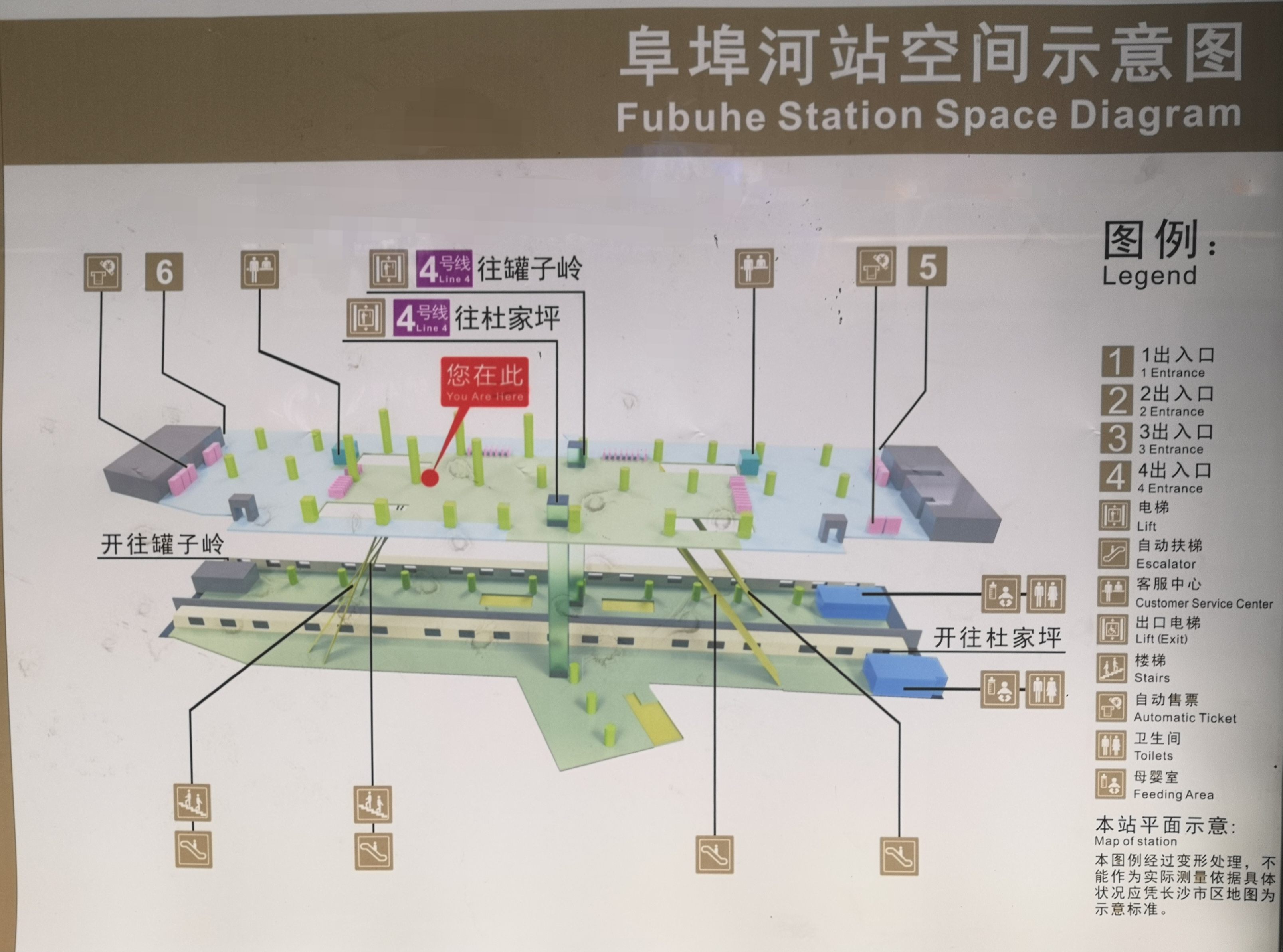
阜埠河站空间示意图（3号线开通之前）
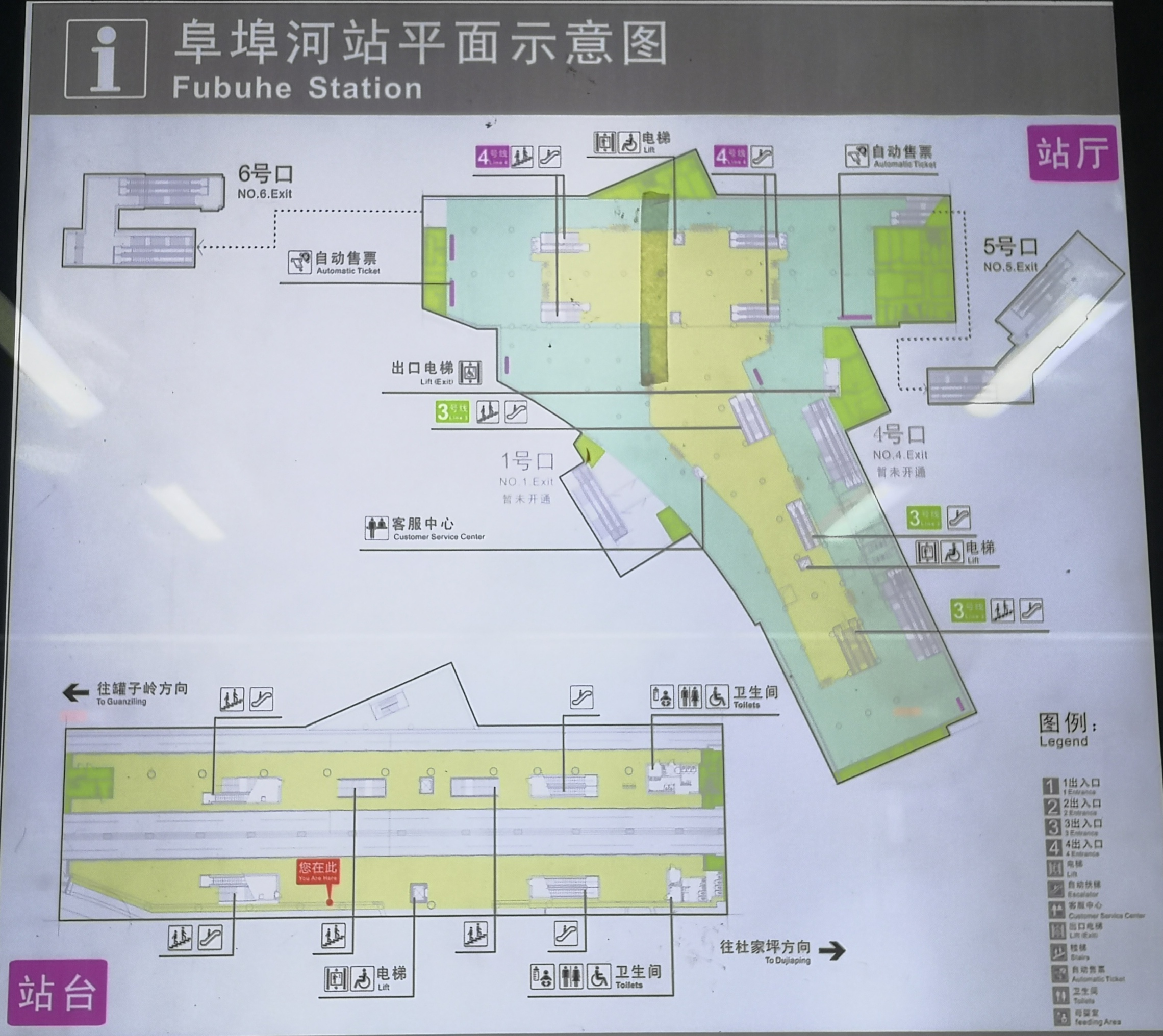
阜埠河站平面示意图（3号线开通之前）
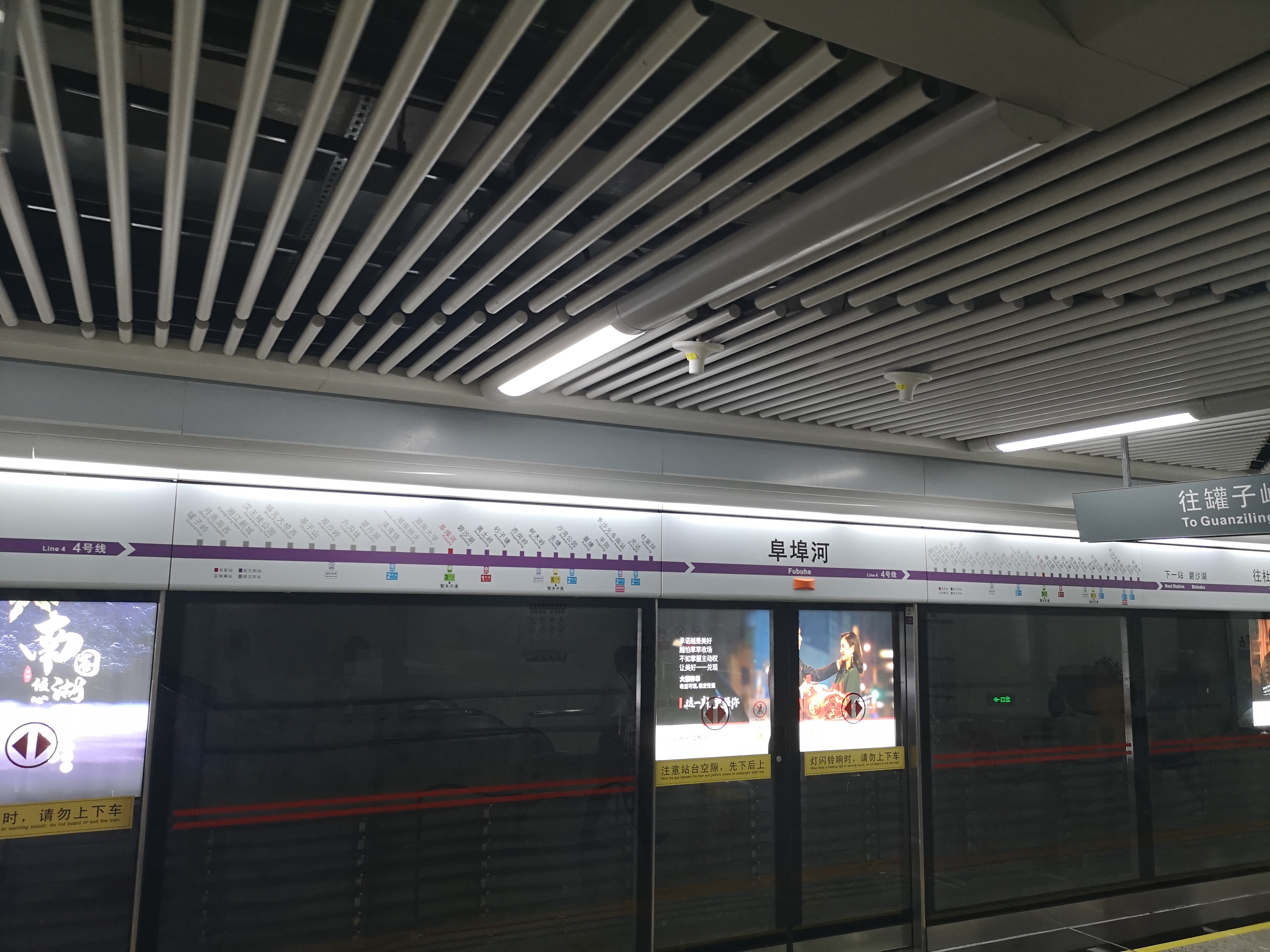
阜埠河站杜家坪方向站台

阜埠河站是长沙市最大地铁站。进站区域呈圆形，四周均有进站闸。由于站台较复杂，因此地下1层的4号线部分会有列车方向和站点的指引。
4号线罐子岭方向在本站开左侧门（对面是存车线，不通车），杜家坪方向开右侧门，两个方向不共用一个站台。3号线为岛式站台，开左侧门。4号线的两个站台均与3号线站台之间有通道。4号线杜家坪方向站台右侧垂直下楼即可前往3号线站台，而罐子岭方向站台需在通过楼梯下楼后，经过一段通道才能抵达3号线站台。

### 車站結構
| 地下一層 | 站廳層                                          | 站廳、售票機、客服中心、便利店、出入口            |  |
| 地下二層 |                                                 | 4號線列車開往罐子嶺（下一站：湖南大學），开左侧门 |  |
| 地下二層 | 岛式站台                                        |                                                   |  |
| 地下二層 | 存車線                                          |                                                   |  |
| 地下二層 | 4號線列車開往杜家坪，开右侧门（下一站：碧沙湖） |                                                   |  |
| 地下二層 | 側式站台                                        |                                                   |  |
| 地下三層 |                                                 | 3號線列車開往廣生，开左侧门（下一站：靈官渡）     |  |
| 地下三層 | 岛式站台                                        |                                                   |  |
| 地下三層 | 3號線列車開往山塘，开左侧门（下一站：中南大學） |                                                   |  |

### 车站出口
| 出口编号                  | 照片           | 无障碍设施     | 通往道路       | 可到达目的地   | 备注           |
| 连接 3号线站厅            | 连接 3号线站厅 | 连接 3号线站厅 | 连接 3号线站厅 | 连接 3号线站厅 | 连接 3号线站厅 |
| ------------------------- | -------------- | -------------- | -------------- | -------------- | -------------- |
| 出口 · 1L · 扶手电梯标志  |                | 不適用         |                |                |                |
| 出口 · 2L · 扶手电梯标志  |                | 不適用         |                |                |                |
| 出口 · 3L · 扶手电梯标志  |                | 不適用         |                |                |                |
| 出口 · 4L · 扶手电梯标志  |                | 不適用         |                |                |                |
| 连接 4号线站厅            |                |                |                |                |                |
| 出口 · 5L · 扶手电梯标志  |                | 不適用         |                |                |                |
| 出口 · 6L · 扶手电梯标志  |                | 不適用         |                |                |                |
| （暂未开通）              |                | 不適用         |                |                |                |
| （暂未开通）              |                | 不適用         |                |                |                |
| （暂未开通）              |                | 不適用         |                |                |                |
| 註： 設有 \| 設有扶手電梯 |                |                |                |                |                |

## 历史
本站于2015年6月开工。由于施工难度巨大，直到2018年1月才开始围挡，2019年1月完成车站主体施工。